# Costume de la Crète antique
 (août 2018).
Si vous disposez d'ouvrages ou d'articles de référence ou si vous connaissez des sites web de qualité traitant du thème abordé ici, merci de compléter l'article en donnant les références utiles à sa vérifiabilité et en les liant à la section « Notes et références ».
Comme ailleurs, le souvenir des vêtements de peaux des temps préhistoriques s'est conservé dans le costume Crétois, et ils furent utilisés par les prêtres et prêtresses. La laine, puis le lin furent ensuite utilisés. Filage et tissage constituaient des activités domestiques ; seule la teinture fut l'activité d'une corporation spécialisée comme partout ailleurs dans l'antiquité. Les étoffes utilisées furent brodées. La pourpre fut la teinture la plus utilisée, en quatre teintes différentes attestées.

## Le costume masculin
Le pagne fut quasiment le seul costume masculin. Différent du shenti égyptien, variant selon sa coupe, il est agencé en jupe courte ou en tablier se terminant par une pointe rappelant la queue de l'animal du costume de peau primitif, la pièce de tissu est passée entre les jambes et maintenue à la taille par une ceinture, décorée et probablement ornée de métal. Il fut porté tant par les hommes du peuple que par les princes. Costume Cycladique outre que crétois, il fut porté cousu en caleçon sur le continent. Le devant triangulaire dégageait le haut des cuisses. Vêtement d'une population athlétique pourrait-on dire, car le torse est toujours nu, rarement revêtu d'une casaque, probablement rituelle. Un vêtement long était cependant porté pour se protéger des intempéries, manteau de laine ancêtre de la diphtera de la Grèce future.
Les hommes portent les cheveux longs et flottant sur les épaules ; plusieurs sortes de couvre-chefs étaient cependant usuels, sortes de bonnets et turbans, de peau probablement. Les chaussures, en l'occurrence des bottines de peau (vraisemblablement de chamois), n'étaient d'usage que pour sortir hors de l'habitation où l'on allait pieds-nus, de même que dans les sanctuaires et les palais. On a à cet égard pu remarquer que les marches des escaliers étaient usées à l'extérieur tandis qu'elles ne l'étaient guère à l'intérieur des édifices. On sait que les grecs, par la suite, dénouaient leurs sandales après l'action. Cette coutume était déjà en usage en Crète. Ces bottines avaient le bout légèrement relevé, dénotant ainsi une provenance Anatolienne ; assez semblables à celles que l'on retrouve sur les fresques d'étrurie.

## Le costume féminin

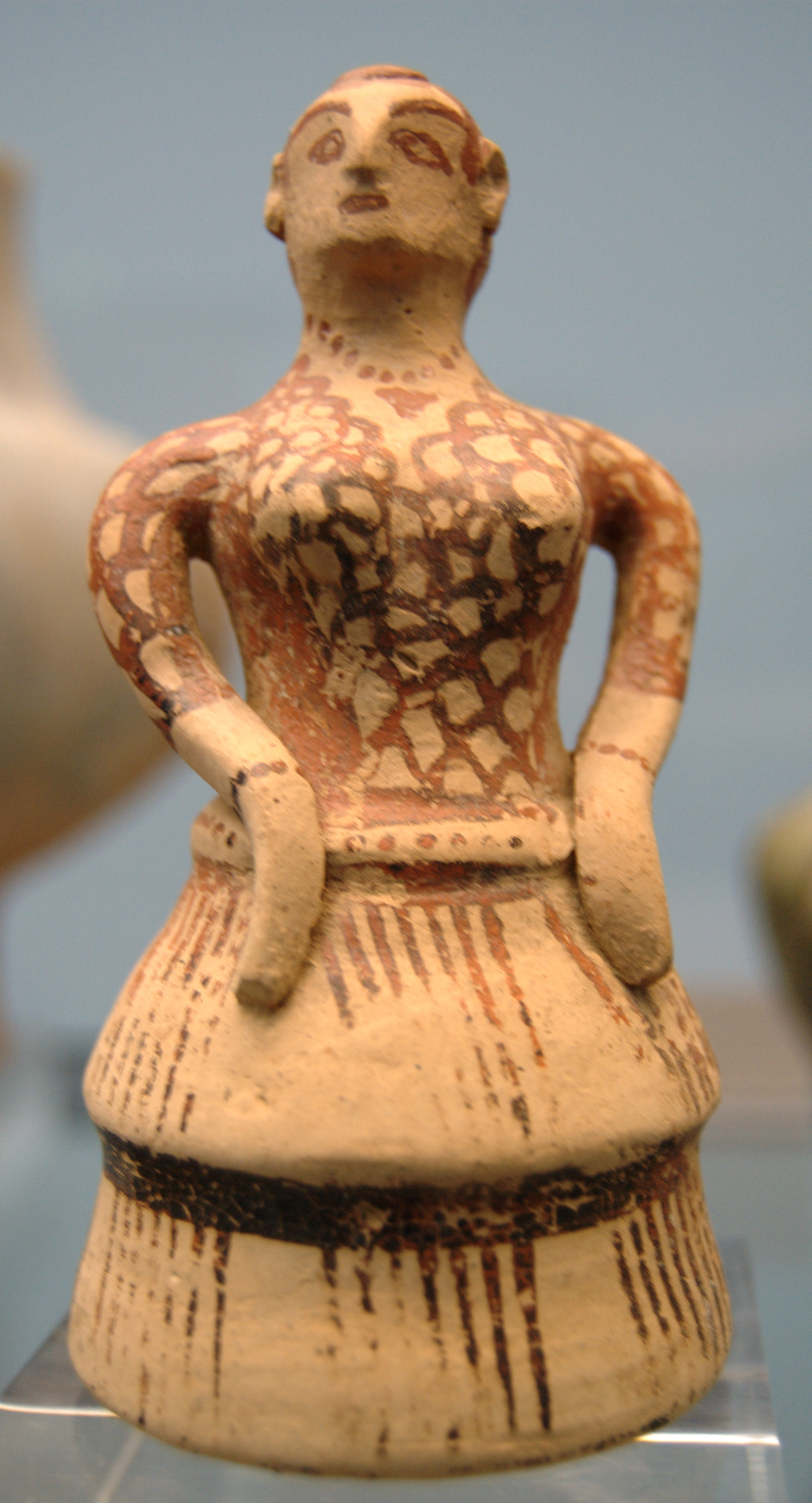
Figurine en terre cuite de Sparte, v. 1400 av. J.-C. représentant une dame parée à la crétoise.

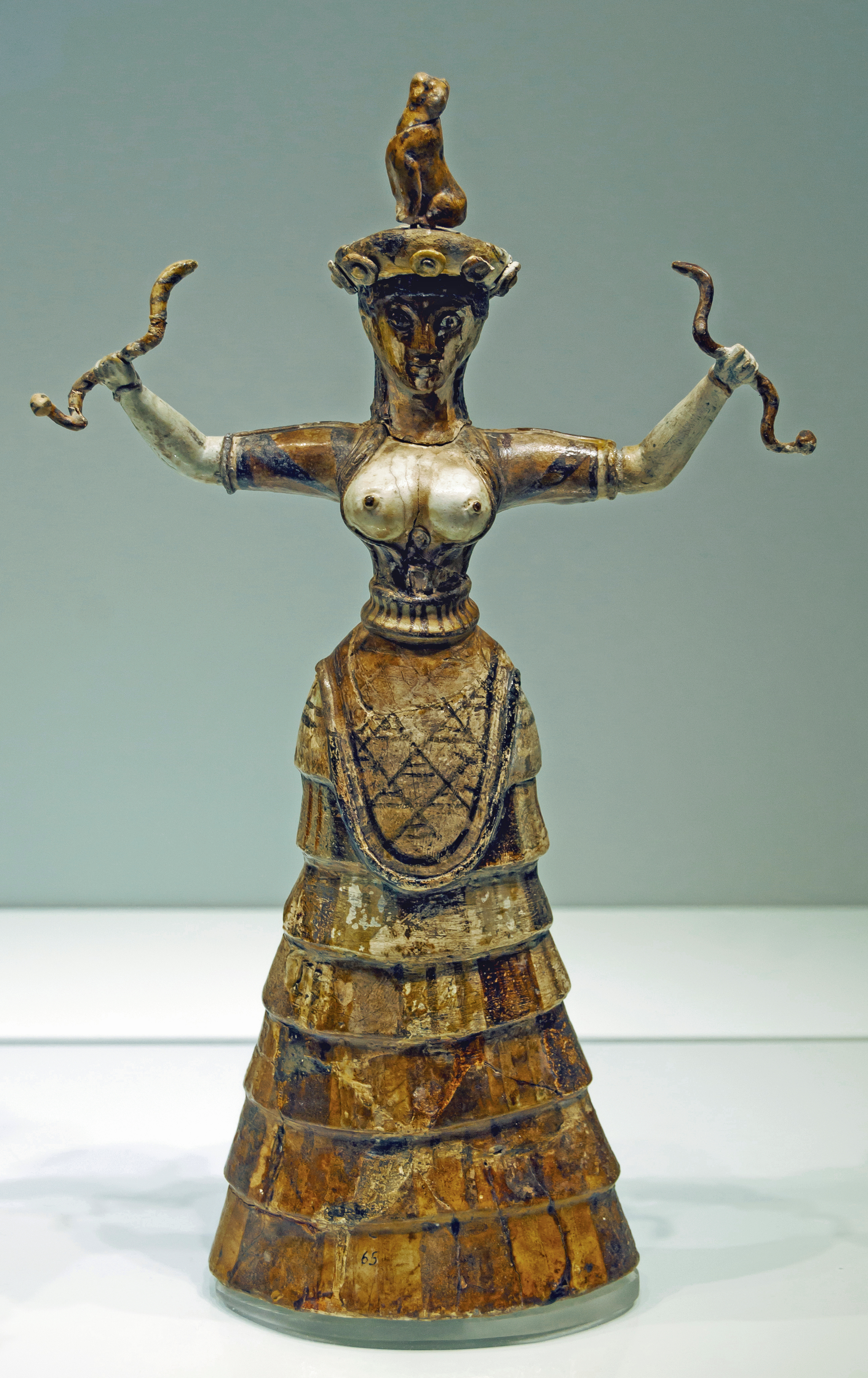
Figurine de la déesse aux serpents. Musée archéologique d'Héraklion (ca. 1600 av. J.-C.).

Jusqu'au minoen moyen III, soit avant -1750, le pagne fut d'usage commun aux deux sexes. Les femmes l'agencèrent sans doute davantage en jupon que les hommes en l'allongeant. Elles sont souvent figurées par les statuettes avec un grand poignard fixé à la ceinture. Ce fut sans doute une des caractéristiques de l'habillement féminin au Néolithique, car on en a retrouvé également la trace dans les tourbières du Danemark remontant à l'âge du bronze.
À partir de -1750, la jupe allongée est ornée et le corsage fait son apparition. La ceinture, le manteau long ou court et un chapeau complètent la panoplie féminine. Le costume crétois féminin a été le premier véritable costume cousu de l'histoire. La fibule, si répandue dans le monde méditerranéen, n'a jamais été utilisée. Le corsage indépendant de la jupe, elle-même aussi ajustée que le corsage, garnie de multiples volants, rendent les coutures indispensables. Les volants sont une nouveauté, multicolores, gansés et galonés. Leur décor est variable, à motifs géométriques, carreaux, losanges ou croisillons. Ils sont cousus sur un fond de jupe, de hauteur égale s'il y en a une demi-douzaine, décroissante s'il y en a une douzaine. Le marron, le beige et le bleu dominent. La documentation de Cnossos ou de Hagia Triada est précise à ce sujet et les multiples statuettes figurant la Déesse-aux-serpents en témoignent, ainsi que ce qui subsiste des fresques minoennes. La ceinture disparaît tandis que le corsage se mue quasiment en corset, lacé sur le devant et laissant libre la poitrine. Les manches sont courtes et de formes variées : ajustées ou bouffantes, laissant nu l'avant-bras, semblant reliées à l'encolure par des rubans ou par des bretelles croisées dans le dos. Ce corset permet de souligner la taille en plaquant la jupe sur les hanches, laissant jaillir les seins. Cela suppose une armature métallique et par conséquent l'usage courant du cuivre.
Chaussées de sandales, de bottines, à talons parfois, elles portent les premiers chapeaux connus dans l'histoire. Ceux-ci sont de formes variées, rappelant parfois ceux des statuettes de Tanagra, mais aussi coniques, ou des sortes de bérets semblant parfois des tricornes, garnis d'éléments parfois étranges, rituels sans doute. Les coiffures sont le plus souvent ornées de parures diverses, les cheveux laissés longs, parfois nattés en plusieurs tresses.
Les bijoux ont été nombreux en Crète, portés par les deux sexes et dans toutes les catégories sociales, des plus somptueux qui apparaissent sur les fresques aux plus simples retrouvés dans les sépultures. L'or, le cuivre, les perles, l'agate, l'améthyste, la cornaline, le cristal de roche, la stéatite et la pâte de verre bleue imitant le lapis-lazuli ont été utilisés. Les plus belles pièces ont été trouvées dans les tombes féminines. Les parures de têtes ont été à l'honneur chez les élégantes de Cnossos, diadèmes d'orfèvrerie figurant du feuillage ; les boucles d'oreilles semblent avoir été le bijou le plus répandu.
Quelques enseignements peuvent être tirés du costume crétois, et certaines hypothèses quant à ses particularités, uniques à cette période de l'histoire, ont été faites. La mode crétoise faisant jaillir les seins nus du corsage dut être en premier lieu l'apanage d'une déesse, il dut d'abord s'agir d'un costume rituel endossé par la prêtresse avant de devenir celui de la population féminine crétoise. Selon Glotz, « il suffit pour que toutes les sources de fécondité ne soient pas interceptées, que les indices du sexe ne soient pas tous invisibles ». En somme, le « charme » réside dans les « effluves » magiques du corps divin incarné par la femme représentante de la fécondité et de la maternité, fécondité bienfaisante assurant la reproduction de l'espèce, et agit si rien ne vient s'interposer pour en dissiper l'essence.
Le costume crétois est de loin le plus original de l'antiquité. Il est en outre le seul à avoir fait une distinction nette entre les vêtements des deux sexes. C'est le premier costume réellement cousu à être apparu dans l'histoire du costume.